# Трансантарктическая экспедиция Британского содружества
Трансантарктическая экспедиция Британского содружества (англ. Commonwealth Trans-Antarctic Expedition, аббревиатура CTAE) 1955—1958 гг. — полярная экспедиция под руководством сэра Вивиана Фукса и сэра Эдмунда Хиллари, впервые в мировой научной практике успешно пересекшая Антарктический континент на дистанции 3473 км и проведшая исследования мощности ледникового покрова на всём протяжении пути от залива Фазеля на побережье моря Уэдделла до побережья моря Росса. Вспомогательная команда Э. Хиллари участвовала в программе Международного геофизического года и 3 января 1958 г. достигла Южного полюса. Участники команды стали третьими в истории (после экспедиций Амундсена и Скотта), кто достиг Южного полюса по суше.
Следующее пересечение всего материка будет совершено только в 1981 г. сэром Ранульфом Файнсом в рамках Трансглобальной экспедиции 1979—1982 гг.

## Подготовка экспедиции
Сам В. Фукс писал, что идея пересечь весь Антарктический континент пришла ему в экспедиции 1949 году на Земле Александра I во время сильного снежного шторма.
В 1950 году Фукс связался с ректором колледжа Сент-Пол в Кембриджском университете — сэром Дж. Уорди (он был начальником научного штата во второй экспедиции Шеклтона, а в 1929 году вместе с Фуксом участвовал в геологической экспедиции в Гренландию). По первоначальному проекту, континент следовало пересекать в самом узком месте — от побережья моря Уэдделла до пролива Мак-Мёрдо — на гусеничном транспорте при поддержке авиации, которая будет снабжать экспедицию необходимыми запасами и проводить воздушную разведку. Фукс не рассчитывал на надёжность техники и планировал использовать собачьи упряжки в качестве резервного средства передвижения.
В 1955 году экспедиция начала осуществляться. Попечительский совет возглавил маршал авиации сэр Дж. Слэссор, главой исполнительного комитета стал контр-адмирал Ч. Парри. 17 февраля 1955 года правительство Великобритании предоставило экспедиции 100 тыс. фунтов стерлингов. Вскоре экспедиция приобрела статус общей для Британского содружества наций: финансовую поддержку обеспечили Австралия, Южно-Африканский Союз и Новая Зеландия. Шефство над экспедицией взяла королева Елизавета II.
Экспедиционное судно — транспорт новозеландских ВМФ «Индевор» (капитан Т. Керквуд). Для доставки команды в море Уэдделла был зафрахтован канадский промысловик «Терон» (шкипер — Х. Маро). Новозеландские ВВС предоставили разведывательный моноплан «Остер A.O.P.6» и четырёх лётчиков. Новозеландское почтовое ведомство предоставило радиооборудование и наладило постоянную связь.
Правительственные пожертвования составили 187 тыс. фунтов стерлингов наличными, общая смета превысила 700 тыс. фунтов. Крупные пожертвования предоставили Королевское географическое общество, фонды Гревса и Эвереста. Национальную подписку открыл премьер-министр Энтони Иден. Пожертвования предоставили также британских 4000 школ. Кроме того, экспедиции был придан юридический статус общества с ограниченной ответственностью, что позволило покрывать расходы путём использования прав, в частности, выпуска рекламных брошюр, выступлениями на радио и т. п. Этот доход составил около 20 % бюджета экспедиции.

## Состав экспедиции

### Отряд Фукса. База «Шеклтон»
1. Вивиан Эдмунд Фукс — начальник экспедиции, геолог.
2. Дэвид Стреттон — геолог, зам. начальника экспедиции, ответственный за снаряжение.
3. Дэвид Пратт — зампотех экспедиции. Во время Второй мировой войны служил в Королевских технических войсках, специалист по гусеничному транспорту.
4. Джон Льюис (Новая Зеландия) — старший пилот. В 1949—1950 гг. работал в Антарктиде в аргентинской экспедиции.
5. Гордон Хэслоп (Новая Зеландия) — второй пилот.
6. Питер Уэстон (Новая Зеландия) — авиамеханик.
7. Тэффи Уильямс (Новая Зеландия) — радист.
8. Кен Блэйкок — руководитель рекогносцировочной партии. Участник двух экспедиций в Антарктиду под руководством Фукса и Д. Стреттона.
9. Ральф Лэнтон — радист наземной партии. Пять раз зимовал в Антарктике, участник экспедиции Фукса 1948—1950 гг.
10. Тони Стюарт — метеоролог. Профессор военно-морского колледжа в Пенгборне, специалист по шарам-зондам.
11. Питер Джеффрис — метеоролог. Самый молодой член экспедиции (24 года). Служил в Службе погоды в Атлантическом океане.
12. Ханнес Лагранж (ЮАС) — метеоролог.
13. Рой Хомард — инженер. В 1953—1954 гг. участвовал в Британской северогренландской экспедиции. Имел опыт замены двигателя в полевых условиях при −45 °C.
14. Райнер Гольдсмит — врач. Выполнял программу физиологических исследований.
15. Джордж Лоу (Новая Зеландия) — фотограф и кинооператор. Участник восхождений на Чоойю и Эверест.

### Отряд Хиллари.База «Скотт»
1. сэр Эдмунд Хиллари — начальник вспомогательной партии.
2. Тревор Хедзертон — геофизик, руководитель новозеландской группы Международного геофизического года.
3. Берни Ганн — метеоролог и альпинист.
4. У. Смит — наблюдатель; командир судна «Индевор».

Всего в зимовке на базе «Скотт» участвовали 23 человека.

## Ход экспедиции

### Подготовка. Первая зимовка
Южным летом 1955—1956 гг. партия Фукса на судне «Терон» отправилась в море Уэдделла, где столкнулась с необычайно тяжёлой ледовой обстановкой. (В 1911 г. из-за блокирования экспедиционного судна льдами сорвался трансантарктический поход Вильгельма Фильхнера, а в 1915 г. — Эрнеста Шеклтона). До берегов залива Фазеля удалось добраться только благодаря ледовой разведке с самолёта. На берегу остались около 250 т снаряжения и 8 человек для обустройства базы. Во главе зимовочной партии был К. Блэйкок. Фукс был вынужден вернуться в Европу для организации дальнейших работ.
Зимовка была тяжёлой. Снаряжение находилось на льду бухты, в то время как базу следовало обустроить в горном массиве в 3 милях от стоянки судна. Восьмерых членов команды было явно недостаточно для погрузочных и строительных работ. Люди жили в палатках или в больших грузовых контейнерах, изолированных стекловатой. Климат в бухте оказался намного более холодным, чем предполагалось, были часты штормовые ветра. Собак невозможно было держать под открытым небом и команда стала строить подснежные туннели, где поддерживалась температура −16 °C, причём оказалось, что для собак было слишком жарко: снег таял от тепла собачьих тел. Строительство экспедиционного дома было прервано почти недельной снежной бурей, сделавшей невозможной любые работы. Постоянно приходилось откапывать палатки, а всё снаряжение было занесено сугробами. Штормом унесло паковые льды из бухты со значительной частью снаряжения, включая гусеничные снегоходы и запасы топлива.
Тем не менее, тренированные полярники смогли выжить в палатках в полярной ночи при −30 °C и сильных ветрах и к июлю обустроили базу «Шеклтон». С 1 сентября 1956 г. проводились картографические и геологические работы на южной трассе (использовались собачьи упряжки, так как сохранившийся снегоход имел дефект двигателя).

### Трансантарктический поход
В декабре 1956 г. в «Шеклтон» прибыл Фукс на датском ледоколе Magga Dan, привезя дополнительные материалы и транспортные средства. Сезон января — апреля 1956 г. был использован для дальнейших картографических работ, а также закладки складов на дистанции 300 миль (480 км) к югу, также на трассе была устроена метеорологическая станция. Вторая зимовка с участием начальника прошла благополучно.
24 ноября 1957 г. трансконтинентальный поход начался. В нём участвовали 12 человек. Основным транспортом были специально оборудованные гусеничные тракторы и транспортёры «Такер Сноукэт». Путь был очень тяжёл, поскольку экспедиционеров встретили сотни миль снежных заструг.
Параллельно навстречу отряду Фукса прокладывали маршрут члены команды Хиллари с базы «Скотт»: им предстояло заложить склады в радиусе 700 миль (1100 км) от пролива Мак-Мёрдо. Основным транспортом команды Хиллари были колёсные тракторы «Фергюсон ТЕ20». Члены команды Международного геофизического года обследовали ранее неизученные районы побережья моря Росса и горных районов.
Экспедиция не планировала достижение Южного полюса (Фукс планировал обследовать неизученные районы периферии Полярного плато, тем более, что с 1956 г. на Южном полюсе функционировала американская база «Амундсен-Скотт»). Но в январе 1958 года Э. Хиллари, закончив закладку склада «700 миль», самовольно двинулся к Южному полюсу и 4 января достиг американской базы, став третьим человеком в истории, достигшим южной оконечности земного шара по суше. С американской базы он радировал Фуксу, предложив окончить экспедицию на полюсе, что было для руководителя совершенно неприемлемым, так как срывало научную программу. Действия Хиллари вызвали бурю восторгов на его родине — в Новой Зеландии, но были осуждены всем мировым научным сообществом.
19 января 1958 г. Южного полюса достиг Фукс, встретив радушный приём на базе «Амундсен-Скотт».
Хиллари к тому времени покинул полюс на американском самолёте. Далее маршрут Фукса пролегал по трассе, проложенной Хиллари. И здесь не обошлось без сюрпризов: постоянно ломались тракторы (собак вывезли с Южного полюса на самолёте), а один из механиков отравился угарным газом из-за неисправности выхлопной системы. На базу «Скотт» отряд Фукса прибыл 2 марта 1958 г., преодолев 2158 миль (3473 км) за 99 дней. На судне «Индевор» была получена телеграмма от королевы Елизаветы II, возведшей Фукса в рыцарское звание.
Успех экспедиции обеспечивался всемерной поддержкой армии США, а также воздушной разведкой: четыре члена команды в декабре 1958 г. пролетели на самолёте «Оттер DHC-3» 1430 миль (2300 км) над всей трассой похода за 11 часов. Полёт базировался на станции США «Эллсуорт», основанной близ базы «Шеклтон» в 1957 г.

## Результаты экспедиции
Экспедиция была одной из главных сенсаций 1958 года: впервые в мировой истории люди пересекли ледовый континент. Корреспонденты ведущих мировых изданий находились на базах «Амундсен-Скотт» и «Скотт», в отряде Хиллари был специальный корреспондент. Из-за спешки книга об экспедиции представляла собой плохо обработанный путевой дневник: она вышла в свет в сентябре 1958 года и ни слова не содержала о главных результатах экспедиции — научных. Из 19-ти глав Фукс написал 15 , Хиллари — 4.
Самым крупным результатом экспедиции были сейсмометрические определения мощности Антарктического ледника, проводимые группой Фукса через каждые 30 миль пути. Были впервые получены достоверные систематические данные толщины ледникового покрова на дистанции свыше 3000 км. Впервые было выяснено, что средняя толщина ледника превышает 2000 м.
Также были проведены многочисленные геологические и гляциологические наблюдения, топографическая съёмка и гравиметрические изыскания. Экспедиция обследовала ряд антарктических оазисов в горах на побережье моря Росса (в одном из них был найден мумифицированный тюлень), а вспомогательные отряды обследовали все ледники Трансантарктических гор, включая ледник Бирдмора. Научная группа отряда Хиллари проделала на тракторах и собачьих упряжках 2600 миль пути.
Экспедиция Фукса-Хиллари фактически начала систематическое исследование Антарктиды современными научными средствами и методами, продолженное советскими и американскими высокоширотными станциями и экспедициями. Экспедиция на практике доказала эффективность применения механического транспорта при изучении внутриконтинентальных пространств Антарктиды. Автор послесловия к русскому изданию книги Фукса и Хиллари Г. А. Авсюк утверждал, что

Эпитет «последнего великого путешествия в мире» имеет некоторое оправдание, особенно в применении слова «великое».